# Söder skans

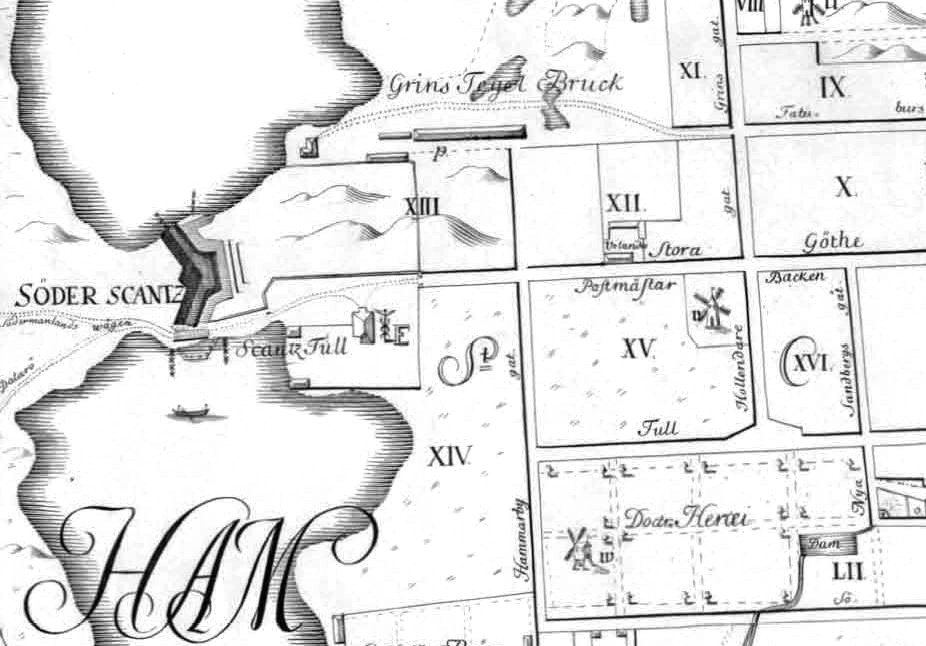
"Söder Scantz" på Tillaeus karta från 1733. Norr är till höger.

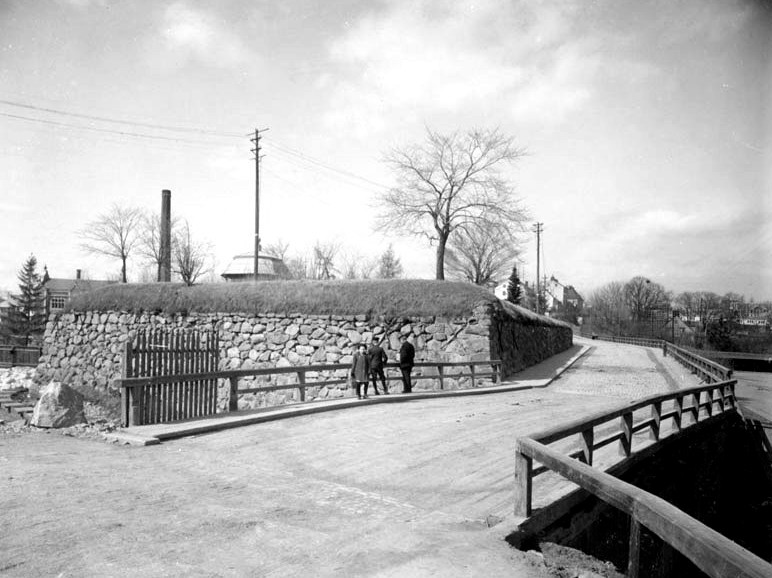
Söder skans 1907.

Söder skans (även Grinds skans eller Södermalms skans) var en befästningsanläggning mellan Årstaviken och Hammarby sjö, vid nuvarande Skanstull på Södermalm i Stockholm. Skansen anlades 1645, och byggdes ut ytterligare under åren 1657-1660 efter planer av arkitekten Nicodemus Tessin d.ä. De sista resterna revs under mitten av 1920-talet. Skanstull, Skanstullsbron och Skansbron har sina namn efter denna anläggning.

## Historia
I samband med kriget mot Danmark 1643-1645, det så kallade Torstensons krig, beslöts att säkra de östra och södra landpassagerna till och från Södermalm, vedh Gruindhen och Danvijken medh skantz och soldate besettning.
Vid Danvikstull fanns en smal landtunga mellan Hammarby sjö och Saltsjön, här uppfördes 1644 Danviks skans och vid "Grinden" mellan Hammarby sjö och Mälaren (nuvarande Årstaviken) uppfördes 1645 Söder skans. Den sistnämnda bestod av ett hornverk med en framförliggande vallgrav och eskarpmur som skar av själva landtungan mellan Hammarby sjö och Mälaren, samt två bakomliggande flygelredutter. Arbetet leddes av konduktören Lars Vilhelmsson Björkman.
Under Karl X Gustavs krig utbyggdes skansen vid Grinden ytterligare under åren 1657-1660, efter planer av dåvarande stadsarkitekt i Stockholm, Nicodemus Tessin d.ä., men Tessins planer för skansen blev aldrig fullständigt genomförda. De praktiska arbetena leddes från och med 1657 av fortifikationsingenjören Johan Peter Kirstenius (son till Petrus Kirstenius). 1656 började han anlägga Dalarö skans och han hade även varit ingenjör vid förstärkningsarbetena för Vaxholms fästning samt fick dessutom ledningen för befästningsarbetena i Södermanlands skärgård (se Hörningsholms skansar).
Området kring Söder skans var av strategisk betydelse. På 1600-talets mitt fanns bara en enda sydlig vägförbindelse från Stockholm, och det var Göta landsväg, förlängningen av nuvarande Götgatan mot söder. På Petrus Tillaeus karta från 1733 syns skansen (Söder Scantz) som en regel tvärs över landtungan, med en öppning för landsvägen som delar sig strax söder om skansen i Dalarövägen och Södermanlandsvägen.
Söder skans och Danviks skans iståndsattes 1677, 1710, 1719 och 1732, därefter saknades medel för vidare upprustningar. 1774 fylldes en del av graven igen "för landsvägens framdragande". Vallgraven kallades på 1800-talets början för “Skansgraven“ eller “Ryssgraven”. Det sistnämnda namnet ska enligt en obekräftad sägen ha uppstått av att en rysk truppavdelning trängt ända fram dit i samband med slaget vid Stäket 1719, och vid vallgraven nedgjorts till siste man och där fått sin grav. De sista resterna av Söder skans försvann när Hammarby sluss anlades i mitten på 1920-talet.